# Villa de Ves
Villa de Ves este un oraș din Spania, situat în provincia Albacete din comunitatea autonomă Castilia-La Mancha. Are o populație de 63 de locuitori.